# Renaissance (francuska partia polityczna)
Renaissance (wym. [ɾənɛsɑ̃sə]; pol. Odrodzenie) – francuska partia polityczna o profilu socjalliberalnym, liberalnym, proeuropejskim i centrowym, założona w 2016 w Amiens przez Emmanuela Macrona jako ruch polityczny En Marche! (pol. Naprzód!). Następnie do 2022 ugrupowanie funkcjonowało pod nazwą La République en marche (pol. Republika Naprzód lub Republiko Naprzód, LREM).

## Historia
En Marche! jako ruch o charakterze politycznym został założony 6 kwietnia 2016 w Amiens przez Emmanuela Macrona, ówczesnego ministra gospodarki w socjalistycznym rządzie. Akronim nowej organizacji pozostawał tożsamy z inicjałami jej założyciela. Sekretarzem generalnym En Marche! został deputowany Richard Ferrand.
Emmanuel Macron, zyskujący poparcie w badaniach opinii publicznej, w sierpniu 2016 odszedł z rządu. Odmówił udziału w lewicowych prawyborach prezydenckich, deklarując samodzielny start jako niezależny kandydat centrowy. En Marche! przekształcił się w partię polityczną stanowiącą jego zaplecze. W wyborach prezydenckich w 2017 jego lider zwyciężył w drugiej turze głosowania z wynikiem ponad 66% głosów. Dzień po głosowaniu ustąpił z funkcji przewodniczącego, pełniącą tę funkcję została wówczas Catherine Barbaroux. W tym samym czasie ugrupowanie przyjęło nową nazwę La République en marche. Również w maju 2017 partia współtworzyła powołany przez nowego prezydenta rząd Édouarda Philippe’a. W tym czasie ugrupowanie liczyło około 360 tys. członków, którzy złożyli deklaracje członkowskie drogą elektroniczną.
W wyborach parlamentarnych w czerwcu 2017 formacja wystawiła kandydatów w większości okręgów, zawiązując porozumienie z Ruchem Demokratycznym François Bayrou. Wśród kandydatów znaleźli się m.in. deputowani Partii Socjalistycznej, działacze Lewicowej Partii Radykalnej, ale również dotychczasowi członkowie centroprawicowych Republikanów. Wśród kandydatów znalazły się też osoby nieangażujące się dotąd aktywnie w działalność partyjną, m.in. Bruno Bonnell, Jean-Michel Fauvergue, Éric Halphen, Marie Sara czy Cédric Villani. Ugrupowania prezydenckie uzyskały w wyniku tych wyborów większość bezwzględną w 577-osobowym Zgromadzeniu Narodowym. En Marche! wprowadziło 308 swoich przedstawicieli, a koalicyjny MoDem zdobył 42 mandaty. Partia pozostała głównym ugrupowaniem wspierającym drugi rząd dotychczasowego premiera.
W sierpniu 2017 powołano tymczasowe trzyosobowe kierownictwo partii. W listopadzie przewodniczącym ugrupowania (délégué général) przy poparciu prezydenta został Christophe Castaner, jednak ustąpił z tej funkcji w październiku 2018 po otrzymaniu nominacji ministerialnej. W grudniu 2018 stanowisko przewodniczącego (dyrektora wykonawczego) objął natomiast Stanislas Guerini.
W wyborach europejskich w 2019 na czele listy wyborczej LREM i koalicjantów stanęła Nathalie Loiseau. Ugrupowanie zajęło drugie miejsce za Zjednoczeniem Narodowym, otrzymując 22,4% głosów i 21 mandatów (a także dodatkowe 2 po zakończeniu procedury brexitu). W 2020 przedstawiciele partii objęli stanowiska w nowym gabinecie Jeana Castex. W 2021 ruch dołączył do porozumienia Ensemble Citoyens zrzeszającego środowiska wspierające prezydenta. W wyborach prezydenckich w 2022 Emmanuel Macron z powodzeniem ubiegał się o reelekcję. W tym samym roku zapowiedziano, że w wyborach parlamentarnych ugrupowanie wystąpi pod nazwą Renaissance. Jego reprezentanci w 2022 weszli w skład nowego rządu z Élisabeth Borne na czele.
Partia została też jednym z trzech głównych podmiotów (obok Ruchu Demokratycznego i Horizons) koalicji powołanej na wybory parlamentarne w tym samym roku. W wyniku głosowania do Zgromadzenia Narodowego w ramach tego sojuszu weszło około 160 kandydatów związanych z LREM.
17 września 2022 partia przyjęła nazwę Renaissance. Na jej czele stanął Stéphane Séjourné jako sekretarz generalny, a Emmanuel Macron został honorowym przewodniczącym ugrupowania. Formacje Agir i Territoires de progrès otrzymały status partii stowarzyszonych. Przedstawiciele Renaissance znaleźli się także w kolejnym rządzie, na czele którego w styczniu 2024 stanął Gabriel Attal. W wyborach do PE w 2024 listę koalicji prezydenckiej otwierała Valérie Hayer. Sojusz otrzymał 14,6% głosów (co przełożyło się na 13 mandatów), zdecydowanie przegrywając ze Zjednoczeniem Narodowym. W rozpisanych następnie na czerwiec i lipiec 2024 wyborach parlamentarnych do Zgromadzenia Narodowego dostało się około 165 przedstawicieli koalicji prezydenckiej, przy czym frakcja Renaissance na początku kadencji liczyła niespełna 100 osób. Formacja we wrześniu tegoż roku współtworzyła rząd Michela Barniera.
W listopadzie 2024 Gabriel Attal (będący jedynym kandydatem) został wybrany na nowego sekretarza generalnego Renaissance (z nominacją od grudnia tego samego roku). W grudniu 2024 przedstawiciele partii weszli w skład nowego gabinetu, na czele którego stanął François Bayrou.